# Курбатов, Владимир Иванович
Владимир Иванович Курбатов (7 января 1916, Ивановская область — 25 января 2004, Московская область) — учёный и конструктор ракетных двигателей, заместитель главного конструктора ОКБ-456.

## Биография
Родился 7 января 1916 года в городе Шуя Ивановской области. Трудовую деятельность начал в 1931 году монтером на Московской международной телефонной станции, был допущен к обеспечению ночных правительственных телефонных совещаний. В 1937 году экстерном с отличием окончил 10 классов.
В 1942 году окончил самолетостроительный факультет Московского авиационного института, эвакуированного в город Алма-Ату. Получил назначение на завод № 456 в городе Химки Московской области, где до эвакуации подрабатывал в студенческие годы. В 1944 году познакомился с реактивной техникой: завод осваивал серийное производство крылатой ракеты 10Х — аналога германской «Фау-1». Был представителем завода на летных испытаниях. В 1947 году завод получил новую задачу воспроизводства ЖРД баллистической ракеты «Фау-2».
Работал под руководством главного конструктора В. П. Глушко. Был начальником серийного конструкторского отдела, отвечал за отработку и летные испытания двигателя ракеты Р-5. После успешного старта ракеты, вошел в круг специалистов, с которыми предпочитал советоваться С. П. Королёв. После принятия первой стратегической ракеты Р-5М на вооружение получил первую награду — орден Трудового Красного Знамени.
В дальнейшем работал над двигателями для баллистической ракеты Р-7. 21 августа 1957 года был проведен первый успешный пуск МБР Р-7 с ЖРД РД-107. 4 октября 1957 года запуск первого искусственного спутника Земли ракетой-носителем «Спутник» с ЖРД РД-107 и РД-108 ознаменовал начало космической эры.
Указом Президиума Верховного Совета СССР от 21 декабря 1957 года Курбатову Владимиру Ивановичу присвоено звание Героя Социалистического Труда с вручением ордена Ленина и золотой медали «Серп и Молот».
В 1961 году назначен заместителем главного конструктора ОКБ-456 В. П. Глушко.
В 1972 году отвечал за отработку 10-тонного фторного двигателя. Но трудности, связанные с чрезвычайной агрессивностью фтора, постоянно вызывающего возгорания внутри магистралей, привели его к мысли, что в полигонных условиях работа с фтором будет просто невозможна. В конце 1973 году по собственному желанию переведен на другую должность.
С 1974 года в течение 18 лет работал в Институте межотраслевой информации оборонных отраслей промышленности. Лауреат Ленинской премии, профессор, доктор технических наук.
Жил в Москве. Скончался 25 января 2004 года. Похоронен на кладбище в посёлке Родники Раменского района Московской области.

## Признание
- Герой Социалистического Труда (Указ Президиума Верховного Совета СССР от 21 декабря 1957 года) — «за успешное осуществление запуска первого в мире искусственного спутника Земли и искусственного спутника с живым существом [собакой] на борту»;
- Орден Ленина (1957);
- Орден Ленина (Указ Президиума Верховного Совета СССР от 17 июня 1961 года) — «за активное участие в проектировании и запуске первого космического корабля с человеком на борту»;
- Орден Трудового Красного Знамени (1956) — после принятия первой стратегической ракеты Р-5М на вооружение;
- Ленинская премия (Решение Президиума Комитета по Ленинским премиям в области науки и техники от 20 апреля 1964 года, пункт № 5) — «за создание и внедрение в серийное производство ракеты Р-16-У».[1]